# Pyrausta pachyceralis
Pyrausta pachyceralis là một loài bướm đêm trong họ Crambidae.